# Notamphisopus flavius
Notamphisopus flavius är en kräftdjursart som beskrevs av Nicholls 1944. Notamphisopus flavius ingår i släktet Notamphisopus och familjen Phreatoicidae. Inga underarter finns listade i Catalogue of Life.